# Phyllomedusa trinitatis
Phyllomedusa trinitatis é uma espécie de anfíbio da família Phyllomedusidae. Essa rã arborícola é encontrada em Trinidad e Tobago e Venezuela. Os seus habitats naturais são: regiões subtropicais ou tropicais húmidas de baixa altitude, regiões subtropicais ou tropicais húmidas, savanas húmidas, regiões subtropicais ou matagal húmido tropical, pântanos de água doce, antigas florestas altamente degradadas, lagoas, canais e valas. Esta espécie é ameaçada por perda de habitat.